# The Red Peacock
The Red Peacock (En alemán: Arme Violetta) es una película muda alemana de 1920 dirigida por Paul L. Stein y protagonizada por Pola Negri y Victor Varconi.

## Reparto
- Pola Negri como Violetta Duclos
- Alexander Antalffy como Gaston
- Paul Biensfeldt como el padre de Alfred
- Michael Bohnen
- Ernst Bringolf
- Guido Herzfeld como el padre de Violetta
- Paul Otto como Graf von Geray
- Greta Schröder como la hermana de Alfred
- Victor Varconi como Alfred Germont
- Marga von Kierska como Flora